# Linha verde (Metro de Newcastle)
A Linha Verde (em inglês, Green Line) é uma das duas linhas (a outra é a Linha Amarela, ou Yellow Line) do Tyne and Wear Metro, o serviço de metro de Newcastle, Inglaterra.  Foi inaugurada em 1981 e circula entre as estações de Newcastle Airport e South Hylton, com um total de 41 estações.

## Tyne and Wear Metro
O Tyne and Wear Metro é um sistema de metrô que funciona tanto no subterrâneo quanto em superfície servindo os boroughs metropolitanos de Newcastle upon Tyne, Gateshead, North Tyneside e South Tyneside, além da cidade de Sunderland (juntos, formam o condado metropolitano de Tyne and Wear). A rede foi inaugurada em etapas a partir de agosto de 1980, e hoje opera com um total de 60 estações, cobrindo 48,2 milhas (77,6 km) de trilhos.. Em 2018–19, estima-se que 36,4 milhões de viagens foram feitas somando-se as duas linhas, tornando esta a terceira rede de metrô mais usada no Reino Unido, depois da Docklands Light Railway, de Londres (121,8 milhões de viagens) e da Manchester Metrolink (43,7 milhões de viagens).
Originalmente, havia também uma Linha Vermelha (Red Line) entre Pelaw e Benton, e uma Linha Azul (Blue Line) entre St James e North Shields. Trens adicionais circulavam nessas linhas durante os horários de pico para aumentar a frequência nas estações mais movimentadas.
O sistema atualmente pertence e é operado pela Tyne and Wear Passenger Transport Executive (com a marca Nexus), portanto, está totalmente sob propriedade e operação públicas.

## Serviço e Frequência
A Green Line funciona entre as estações South Hylton e Newcastle Airport. Os serviços começam entre as 5h e as 6h (entre as 6h e as 7h no domingo), com trens frequentes a funcionar até cerca de meia-noite. Tanto a Green quanto a Yellow Line operam a cada 12 minutos durante o dia (segunda a sábado), e a cada 15 minutos durante a noite e no domingo, o que permite uma frequência combinada de até a cada 6 minutos durante o dia, de segunda a sábado, e até a cada 7–8 minutos durante a noite e no domingo, entre Pelaw e South Gosforth. Trens adicionais funcionam durante os horários de pico da manhã e da noite (de segunda a sexta-feira) entre Pelaw e Regent Center ou Monkseaton. Isso fornece um metrô a cada 3 minutos entre Pelaw e South Gosforth, nos horários de pico.

Mapa geograficamente preciso do Tyne and Wear Metro (Green Line e Yellow Line)

|  |  |  |

| Zona C |
| Zona B |

|  |  |  |

|  |  |  |

|  |  |  |

|  |  |  |

|  |  |  |

|  |  |  |

|  |  |  |  |  |

| Zona B |
| Zona A |

|  |  |

|  |  |  |  |

|  |  |  |  |

|  |  |  |  |

|  |  |  |  |

|  |  |  |  |

| via North Shields |
| St James          |

|  |  |  |  |

|  |  |  |

|  |  |  |  |

|  |  |  |  |

| Zona A |
| Zona B |

|  |  |  |  |

|  |  |  |  |

|  |  |

|  |  |  |  |  |

|  |  |  |

|  |  |  |

|  |  |  |

| Zona B |
| Zona C |

|  |  |  |

|  |  |  |

|  |  |  |

|  |  |  |

|  |  |  |

|  |  |  |

|  |  |  |

|  |  |  |

|  |  |  |

|  |  |  |

|  |  |

|  |

|  |

|  |

|  |

|  |

|  |

|  |

|  |  |  |

| Zona C |
| Zona B |

|  |  |  |

|  |  |  |

|  |  |  |

|  |  |  |

|  |  |  |

|  |  |  |

|  |  |  |  |  |

| Zona B |
| Zona A |

|  |  |

|  |  |  |  |

|  |  |  |  |

|  |  |  |  |

|  |  |  |  |

|  |  |  |  |

| via North Shields |
| St James          |

|  |  |  |  |

|  |  |  |

|  |  |  |  |

|  |  |  |  |

| Zona A |
| Zona B |

|  |  |  |  |

|  |  |  |  |

|  |  |

|  |  |  |  |  |

|  |  |  |

|  |  |  |

|  |  |  |

| Zona B |
| Zona C |

|  |  |  |

|  |  |  |

|  |  |  |

|  |  |  |

|  |  |  |

|  |  |  |

|  |  |  |

|  |  |  |

|  |  |  |

|  |  |  |

|  |  |

|  |

|  |

|  |

|  |

|  |

|  |

|  |